# Trần Ngọc Huyến
Trần Ngọc Huyến (11 tháng 4 năm 1924 – 15 tháng 11 năm 2004) là cựu sĩ quan Quân lực Việt Nam Cộng hòa cấp bậc Đại tá, từng giữ chức Tổng Lãnh sự Việt Nam Cộng hòa tại Hồng Kông.

## Tiểu sử

### Thân thế
Trần Ngọc Huyến sinh ngày 11 tháng 4 năm 1924 tại tỉnh Quảng Bình, Trung Kỳ, Liên bang Đông Dương. Sau khi tốt nghiệp tú tài, ông nhập học Trường Đại học Văn khoa Sài Gòn và thi đậu lấy bằng cử nhân văn chương.

### Binh nghiệp
Ông nhập ngũ tháng 9 năm 1952 và tốt nghiệp Khóa 2 Trường Sĩ quan Trừ bị Thủ Đức binh chủng Pháo binh Quân đội Quốc gia Việt Nam. Sau một thời gian phục vụ, ông thuyên chuyển về Trường Võ bị Liên quân Đà Lạt với chức vụ Chỉ huy phó kiêm Văn hóa vụ. Năm 1953, ông về công tác tại Phòng Kế hoạch Tổng cục Tiếp vận Bộ Tổng tham mưu rồi tới năm 1956 thì lên làm Trưởng Phòng Tổng Nghiên cứu Bộ Tổng tham mưu với cấp bậc Thiếu tá.
Năm 1959, ông là Chỉ huy phó kiêm Văn hóa Vụ phó tại Trường Võ bị Quốc gia Đà Lạt Tháng 11 năm 1960, với cấp bậc Trung tá, ông được chỉ định vào chức vụ Chỉ huy trưởng kiêm Văn hóa Vụ trưởng Trường Võ bị Quốc gia Việt Nam. Đầu năm 1964, ông từ chức vì cãi nhau với Tướng Nguyễn Khánh rồi bỏ Sài Gòn đi hành quân cùng với một Tiểu đoàn Bộ binh, Sư đoàn 22 tại Dakto, Kontum.
Ông từng làm Thị trưởng kiêm Quân Trấn trưởng Đà Lạt từ năm 1963 đến năm 1964 và Tổng Lãnh sự tại Hồng Kông năm 1964 Tháng 11 năm 1963, ông được vinh thăng Đại tá nhờ trợ giúp phe đảo chính lật đổ nền Đệ Nhất Cộng hòa.
Năm 1964, ông được thuyên chuyển về phục vụ tại Bộ Tư lệnh Quân đoàn II, sau đó giữ chức Giám đốc Nha Chiến tranh Tâm lý trực thuộc Bộ Quốc phòng. Lúc làm Giám đốc Nha Chiến tranh Tâm lý, chính ông là người khai sinh ra chương trình phát thanh Dạ Lan của Ðài Phát thanh Quân đội nhằm nâng cao tinh thần của binh sĩ ngoài mặt trận. Ngoài chương trình binh vận Dạ Lan, còn có thêm chương trình Gia Binh dành cho gia đình binh sĩ, chương trình Ðồng Minh Vận Mai Lan phát thanh bằng Anh Ngữ dành cho các quân nhân đồng minh chiến đấu bên cạnh Quân lực Việt Nam Cộng hòa.
Khoảng cuối năm 1965, ông được bổ nhiệm làm Thứ trưởng Bộ Thông tin một thời gian ngắn. Sau đó, ông được cho giải ngũ vào năm 1966 rồi trở thành Giám đốc hãng xăng Esso tại Sài Gòn.

### Sau năm 1975
Rạng sáng ngày 30 tháng 4 năm 1975, ông cùng Tổng Tham mưu trưởng Vĩnh Lộc và Trung tướng Trần Văn Trung leo lên chiếc tàu hải quân duy nhất còn để ở Công xưởng Hải quân, rồi rời khỏi Việt Nam di tản sang Mỹ sống lưu vong cho đến khi qua đời vào ngày 15 tháng 11 năm 2004 tại Houston, Texas do một cơn đau tim, hưởng thọ 80 tuổi. Hài cốt của ông được gia đình chôn cất tại Nghĩa trang Forest Park Westheimer.

## Di sản
Trong gần 30 năm Trường Võ bị Quốc gia Việt Nam được thành lập, Đại tá Trần Ngọc Huyến cũng là một sĩ quan trừ bị duy nhất, tốt nghiệp Trường Sĩ quan Thủ Đức, được đề cử chỉ huy trường này. Và với tài ba, kiến thức sâu rộng, ông đã cho áp dụng đúng theo những phương châm "Tự thắng để Chỉ huy", "Chỉ huy và Lãnh đạo" để huấn luyện, đào tạo những sĩ quan ưu tú và anh hùng của Quân lực Việt Nam Cộng hòa, trong gần hai thập niên sau cùng của chiến tranh Việt Nam.